# ألكسندرا كامينتشيك
ألكسندرا كامينتشيك (بالرومانية: Alexandra Camenșcic)‏ (وُلدت في 28 أغسطس 1988) هي مُتزلجة عبر البلاد مولدافية الجنسية، وقد بدأت المُشاركة منذُ عام 2009. انتهت في المركز 71 في سباق 10 كم ضمن الألعاب الأولمبية الشتوية 2010 في فانكوفر. جاءت في المركز العاشر في سباق 7.5 كم الجمهوري في سلوفاكيا عام 2009، ويُعتبر هذا الأمر من أفضل إنجازاتها المهنية.

## روابط خارجية
- ألكسندرا كامينتشيك على موقع IBU (الإنجليزية)
- ألكسندرا كامينتشيك على موقع الاتحاد الدولي للتزلج (التزلج الريفي) (الإنجليزية)
- ألكسندرا كامينتشيك على موقع اللجنة الأولمبية الدولية (الإنجليزية)
- ألكسندرا كامينتشيك على موقع أوليمبيديا (الإنجليزية)